# Верност
Верност или оданост је етички и морални концепт који подразумева постојаност и доследност у осећањима и односима, у вршењу својих дужности.
Кршење верности је издаја. 
У Новом завету о верности се наводи „Буди веран до смрти,
и даћу ти венац живота“ (Откр. 2:10)
Током периода феудализма, главна врлина вазала сматрана је лојалност свом господару. У феудалном Јапану, лојалност самураја свом господару била је најважнија заповест бушидо кодекса: „Где год да сам, у планинама или под земљом, у било које време и свуда, моја дужност ме обавезује да штитим интересе свог господара. То је дужност сваког субјекта. То је окосница наше вере, непроменљива и вечна“. 
Оданост пријатељу се цени у пријатељству.
Брачна верност подразумева спречавање прељубе, а у ширем смислу, бригу о супружнику, подређивање свог понашања његовим (њеним) интересима.
Лојалност могу показати не само људи, већ и животиње. Постоји много прича о лојалности паса према власницима.
Лојалност се може изразити не само у односу на особу, већ иу односу на нечија политичка, верска или етичка уверења. Такву верност описују познате речи које се приписују Мартину Лутеру: „На овоме стојим и не могу другачије!“ Са таквом лојалношћу је повезана лојалност политичкој странци или другој сличној организацији. Лењин је главним квалитетом службеника обезбеђења назвао лојалност.
Такође, се лојалност може односити на оданост војних лица војној дужности и отаџбини. То значи подредити понашање човека интересима његове државе.
Говори се и о лојалности државе према својим савезницима, што подразумева спровођење међудржавних уговора.